# Kanoistika na Letních olympijských hrách 1980
Závody v kanoistice na Letních olympijských her 1980 v Moskvě.

## Medailisté

### Muži

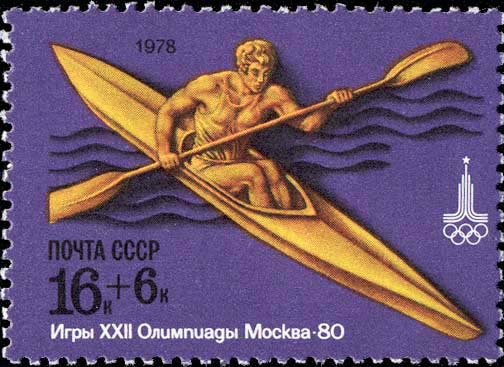

| Kategorie | Zlato                                                                                                | Stříbro                                                                 | Bronz                                                                               |
| --------- | --- | ----------------------------------------------------------------------- | ----------------------------------------------------------------------------------- |
| C1 500 m  | Sergej Postrechin · Sovětský svaz (URS)                                                              | Ljubomir Ljubenov · Bulharsko (BUL)                                     | Olaf Heukrodt · Německá demokratická republika (GDR)                                |
| C1 1000 m | Ljubomir Ljubenov · Bulharsko (BUL)                                                                  | Sergej Postrechin · Sovětský svaz (URS)                                 | Eckhard Leue · Německá demokratická republika (GDR)                                 |
| C2 500 m  | Maďarsko (HUN) · László Foltán · István Vaskúti                                                      | Rumunsko (ROU) · Ivan Patzaichin · Petre Capusta                        | Bulharsko (BUL) · Borislav Ananiev · Nikolaj Ilkov                                  |
| C2 1000 m | Rumunsko (ROU) · Ivan Patzaichin · Toma Simionov                                                     | Německá demokratická republika (GDR) · Olaf Heukrodt · Uwe Madeja       | Sovětský svaz (URS) · Vasilij Jurčenko · Jurij Lobanov                              |
| K1 500 m  | Vladimir Parfenovič · Sovětský svaz (URS)                                                            | John Sumegi · Austrálie (AUS)                                           | Vasile Dîba · Rumunsko (ROU)                                                        |
| K1 1000 m | Rüdiger Helm · Německá demokratická republika (GDR)                                                  | Alain Lebas · Francie (FRA)                                             | Ion Bîrlădeanu · Rumunsko (ROU)                                                     |
| K2 500 m  | Sovětský svaz (URS) · Vladimir Parfenovič · Sergej Čuchraj                                           | Španělsko (ESP) · Herminio Menéndez · Guillermo del Riego               | Německá demokratická republika (GDR) · Rüdiger Helm · Bernd Olbricht                |
| K2 1000 m | Sovětský svaz (URS) · Vladimir Parfenovič · Sergej Čuchraj                                           | Maďarsko (HUN) · István Szabó · István Joós                             | Španělsko (ESP) · Luis Gregorio Ramos · Herminio Menéndez                           |
| K4 1000 m | Německá demokratická republika (GDR) · Rüdiger Helm · Bernd Olbricht · Harald Marg · Bernd Duvigneau | Rumunsko (ROU) · Mihai Zafiu · Vasile Dîba · Ion Geantă · Nicuşor Eşanu | Bulharsko (BUL) · Borislav Borisov · Božidar Milenkov · Lazar Christov · Ivan Manev |

### Ženy
| Kategorie | Zlato                                                                  | Stříbro                                                     | Bronz                                        |
| --------- | ---------------------------------------------------------------------- | ----------------------------------------------------------- | -------------------------------------------- |
| K1 500 m  | Birgit Fischerová · Německá demokratická republika (GDR)               | Vanja Gesheva · Bulharsko (BUL)                             | Antonina Melnikovová · Sovětský svaz (URS)   |
| K2 500 m  | Německá demokratická republika (GDR) · Carsta Genäuß · Martina Bischof | Sovětský svaz (URS) · Galina Alexejevová · Nina Trofimovová | Maďarsko (HUN) · Éva Rakusz · Mária Zakariás |

## Přehled medailí
| Pořadí | Země                                 | Zlato | Stříbro | Bronz | Celkově |
| ------ | ------------------------------------ | ----- | ------- | ----- | ------- |
| 1.     | Sovětský svaz (URS)                  | 4     | 2       | 2     | 8       |
| 2.     | Německá demokratická republika (GDR) | 4     | 1       | 3     | 8       |
| 3.     | Bulharsko (BUL)                      | 1     | 2       | 2     | 5       |
| 3.     | Rumunsko (ROU)                       | 1     | 2       | 2     | 5       |
| 5.     | Maďarsko (HUN)                       | 1     | 1       | 1     | 3       |
| 6.     | Španělsko (ESP)                      | 0     | 1       | 1     | 2       |
| 7.     | Austrálie (AUS)                      | 0     | 1       | 0     | 1       |
| 7.     | Francie (FRA)                        | 0     | 1       | 0     | 1       |
| Celkem | Celkem                               | 12    | 12      | 12    | 36      |